# Alcatraz

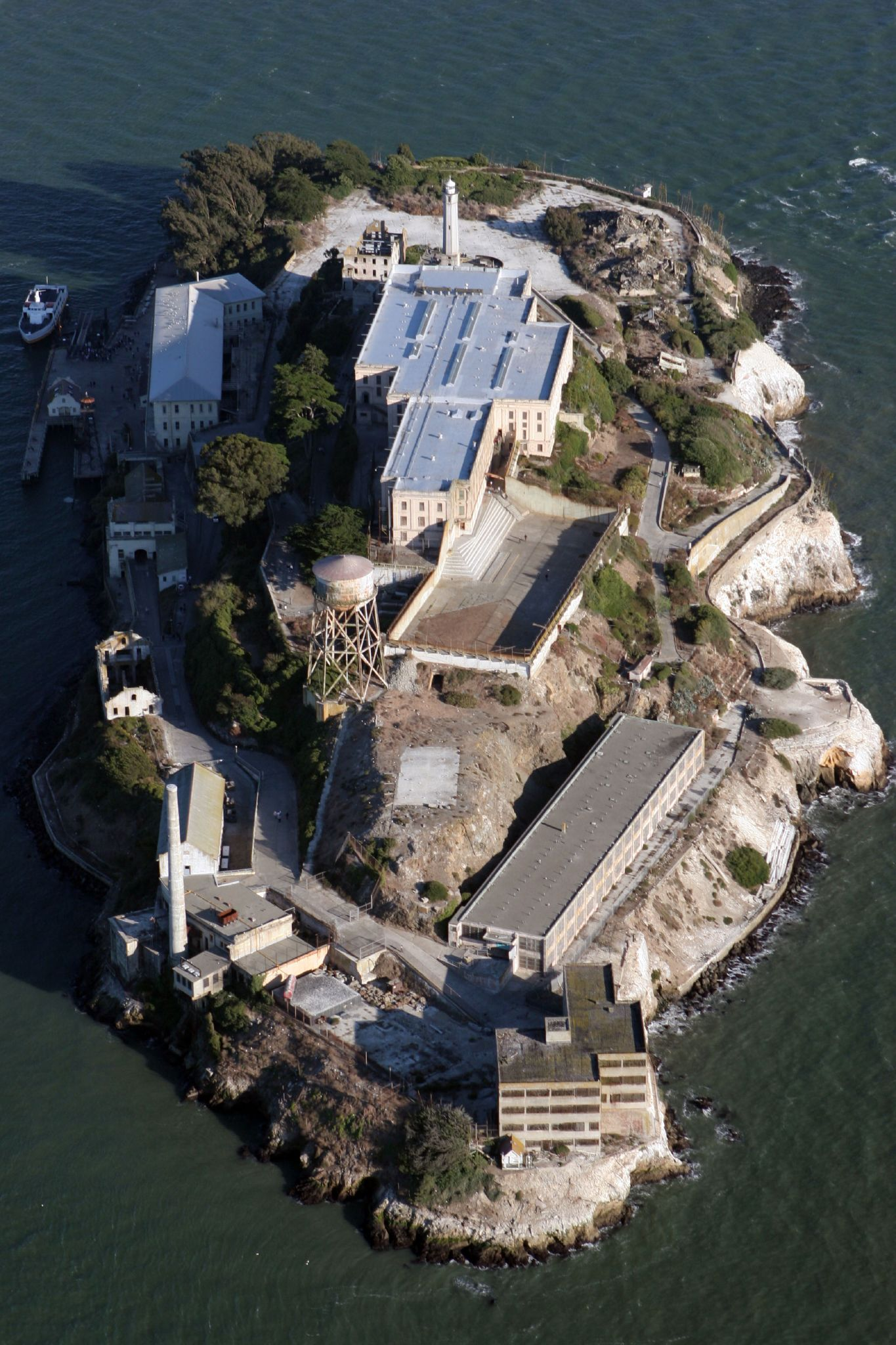
Alcatraz

Insula Alcatraz este situată în centrul Golfului San Francisco din California, SUA. Inițial, a fost construită o fortăreață, Fort Alcatraz, iar ulterior vestita închisoare „Alcatraz”, închisă în 1963, azi atracție turistică.
Insula este alcătuită din gresie, având lungimea de 500 m, o înălțime de 41 m, cu o suprafață de 85.000 m².
Pe această suprafață erau clădite închisoarea și cel mai vechi far de pe coasta de vest americană.

## Istoric

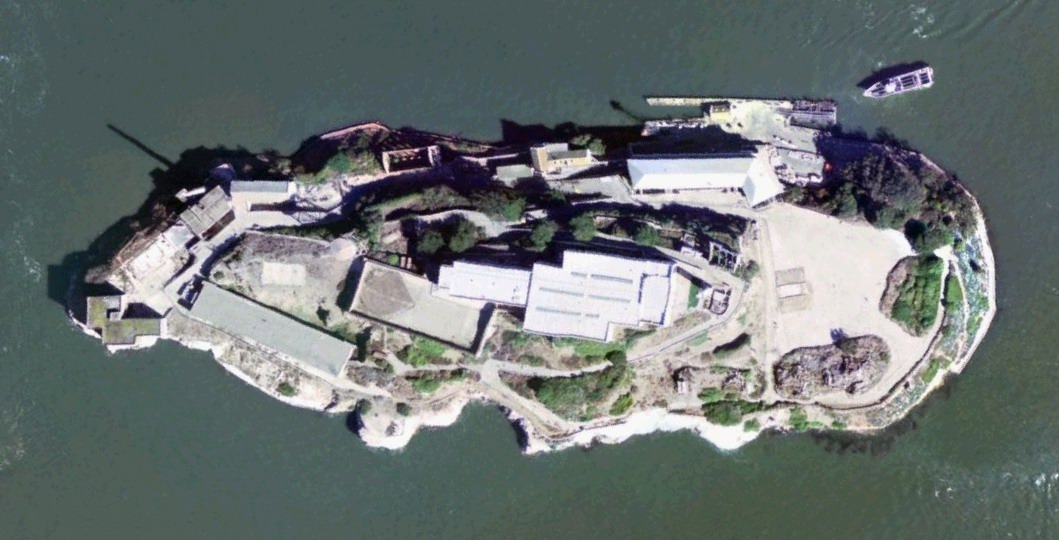
Fotografie din satelit

### Descopeririea insulei
Cercetătorul spaniol Juan Manuel de Ayala a navigat în golf în 1775 descoperind insula. Numele provine de la Isla de los Alcatraces (Insula pelicanilor), păsări care populau insula.

### Clădirea fortăreței și a închisorii
În 1847, lordul John Charles Fremont, guvernator militar al Californiei, cumpără cu 5000 de dolari, de la Mexic, insula Alcatraz pentru SUA. În 1854, este clădit farul, iar în 1859 este terminată fortăreața.
Din anul 1861, Alcatraz a fost folosită ca închisoare pentru prizonierii de război, din Războiul civil american.
În 1903, închisoarea este închisă, starea clădirii fiind foarte proastă. În anul 1906 au început pregătirile de reînnoire, însă, în același an, cutremurul distruge din nou clădirea. Astfel, reconstruirea fortului durează din 1906 până în 1911.
În 1933, fortul este definitiv transformat în închisoare federală.

### Închisoare cu o securitate deosebită
La 12 octombrie 1933 au început lucrările de transformare a fortăreței în închisoare, fiind dată în funcțiune la 1 ianuarie 1934, ca închisoare federală a SUA.
Din cauza apei reci și a curenților puternici din golf, „The Rock“ (Stânca) devine o închisoare ideală din punct de vedere al securității. Primii aduși aici (în 1934) sunt 53 de deținuți din Atlanta.
Alcatraz rămâne închisoare timp de 29 de ani cu 302 (în total 1.576) deținuți, în ciuda protestelor și demonstrațiilor pentru drepturile omului, până la 21 martie 1963, când va fi definitiv închisă. Aici au fost în detenție gangsteri renumiți ca: Al Capone (1934-39), Robert Franklin Stroud (1942-59), George "Machine Gun" Kelly (1934-51) și Alvin "Creepy" Karpis (1936-62).

### Situația deținuților
Pe insulă se găsesc 302 deținuți, paznicii cu familiile lor fiind în număr de 300 de persoane civile, dintre care 80 de copii.
În 29 de ani au fost 36 de încercări de evadare, dintre care niciuna reușită.
Celulele deținuților aveau suprafața de 1,5 x 2,7 m, cu lavoar, toaletă și pat. Timpul petrecut în celulă era între 18 și 23 de ore pe zi, excepții se făceau (prin care se înțelege și dreptul la muncă) celor care dovedeau o purtare excepțională.
În cantină erau montate deschideri, prevăzute în caz de nevoie, pentru gaze lacrimogene.

Alcatraz era unica închisoare din SUA cu dușuri cu apă caldă, pentru a nu permite deținuților, în cazul evadării, să se obișnuiască cu apa rece din golf.

### Încercări de evadare
În 29 de ani niciun deținut nu a reușit să evadeze; conform statisticilor cei care au încercat să evadeze au murit împușcați sau înecați în apa rece a Golfului San Francisco.
Închisoarea Alcatraz a fost definitiv închisă în 1963 din diferite motive, unul dintre ele fiind acela că 3 deținuți au reușit să evadeze cu un an înainte, în 1962.